# 三羟基苯甲酸
三羟基苯甲酸可以指下列酚酸之一：
- 没食子酸（3,4,5-三羟基苯甲酸）
- 间苯三酚羧酸（2,4,6-三羟基苯甲酸）

O-甲基三羟基苯甲酸：
- 桉叶酸
- 丁香酸

糖苷：
- 茶没食子素

|  | 这个同类索引页列出了具有相同或相似标题的化学条目。 除非您是有意链接至本页，否则应将相应条目的内部链接指向正确的条目。 |